# Cerisy-Belle-Étoile
Cerisy-Belle-Étoile é uma comuna francesa na região administrativa da Normandia, no departamento Orne. Estende-se por uma área de 13,28 km². Em 2010 a comuna tinha 766 habitantes (densidade: 57,7 hab./km²).